# James Clifford
James Clifford (nascido em 1945) é um antropólogo estadunidense, é, também, um historiador- para quem o termo meta-etnógrafo foi cunhado- se destacando como uma das figuras centrais no processo de desconstrução da etnografia clássica.

## Obras
- A experiência etnográfica (2002)
- Dilemas da cultura (1995)
- The predcament of culture (1988)
- Writing culture: the poetics and politics of ethnography (1985)